# SK Prostějov 1913
SK Prostějov 1913 (celým názvem: Sportovní klub Prostějov 1913) je český klub ledního hokeje, který sídlí v Prostějově v Olomouckém kraji. Založen byl v roce 2016, klub se zabýval pouze výchovou mladých hráčů v různých kategorií. V klubu působíl například Marek Černošek, který se v roce 2021 vzdal funkce předsedy klubu.  V roce 2023 vznikl i mužský oddíl převážně z bývalých hráčů z LHK Jestřábi Prostějov nebo odchovanců. 

## Přehled ligové účasti
Stručný přehled
- 2023- : Jihomoravská a Zlínská krajská liga (4. ligová úroveň v České republice)

Jednotlivé ročníky
| Česko (2023–) |                                     |           |          |                                       |             |
| Sezóny        | Soutěž                              | Úroveň    | ZČ       | Play-off, nadstavba, sk. o udržení... | Poznámky    |
| 2023/2024     | Jihomoravská a Zlínská krajská liga | 4. úroveň | 1. místo | Vítěz                                 | Kvalifikace |

Legenda: ZČ - základní část, červené podbarvení - sestup, zelené podbarvení - postup, fialové podbarvení - reorganizace, změna skupiny či soutěže

## Soupiska 2024/2025
Aktuální k 10. 2. 2025.
| #  | Post | Hráč               |
| -- | ---- | ------------------ |
| 1  | B    | Matěj Křupka       |
| 1  | B    | Kristián Rychlý    |
| 1  | B    | Antonín Štourač    |
| 1  | B    | Matyáš Vojáček     |
| 30 | B    | Kristián Ševců     |
| 35 | B    | Dalibor Sedlář     |
| 37 | B    | Adam Švach         |
| 4  | O    | Marek Černošek – A |
| 7  | O    | Jan Kropáč         |
| 8  | O    | Patrik Liška       |
| 9  | O    | Tomáš Houdek       |
| 10 | O    | Lukáš Kubík        |
| 12 | O    | Zbyněk Kasal       |
| 14 | O    | Martin Řepa        |
| 19 | O    | Robert Jedlička    |
| 20 | O    | Šimon Taršinský    |
| 21 | O    | Ivo Peštuka        |
| 23 | O    | Patrik Ulbricht    |
| 44 | O    | Ondřej Pokorný     |
| 63 | O    | Lukáš Pírek        |
| 98 | O    | Vítězslav Beutl    |
| 10 | Ú    | Vojtěch Koutný     |
| 10 | Ú    | Dominik Pokorný    |
| 11 | Ú    | Michal Nedvěd      |
| 13 | Ú    | Michal Černý       |
| 15 | Ú    | Tomáš Tábor        |
| 16 | Ú    | Tomáš Berčák – A   |
| 17 | Ú    | Dan Píchal         |
| 18 | Ú    | Josef Koranda      |
| 23 | Ú    | Samuel Grulich     |
| 23 | Ú    | Marek Svoboda      |
| 24 | Ú    | Michal Šilhavý     |
| 27 | Ú    | Lubomír Korhoň     |
| 28 | Ú    | Jindřich Zítka     |
| 36 | Ú    | Aleš Pelikán       |
| 64 | Ú    | Zdeněk Novosad     |
| 67 | Ú    | Ondřej Fiala       |
| 69 | Ú    | Lukáš Duba – C     |
| 71 | Ú    | Tomáš Vyroubal     |
| 81 | Ú    | Petr Kolouch       |
| 85 | Ú    | Jakub Čuřík – A    |